# Sektoralkreis
Ein Sektoralkreis ist ein Landkreis, der sich von einer Metropole bis weit in deren Hinterland ausdehnt. Das Gegenstück zu einem Sektoralkreis ist der Umlandkreis bzw. Kragenkreis, also ein Landkreis, der die Metropole umschließt und daher den kompletten oder den unmittelbaren Teil des Speckgürtels einer Metropole enthält.

## Vorteile
Die zugrunde liegende Idee für einen Sektoralkreis ist, dass durch das Sektoralkreisprinzip der jeweilige Landkreis sowohl prosperierende metropolennahe Räume als auch periphere, wirtschaftlich schwächere Bereiche vereint und so finanziell dennoch auf eigenen Füßen stehen kann. Durch den Sitz der Kreisverwaltung im äußeren, strukturschwachen Bereich sollen wirtschaftliche Impulse in die benachteiligten Bereiche erwirkt werden. Ziel ist, einen Teil der Wertschöpfung der Metropole in das periphere Hinterland des Flächenlandes zu transferieren.

## Nachteile
Das Sektoralkreisprinzip kann die Koordination zwischen der Metropole und dem Umland erschweren, z. B. hinsichtlich der Ausweisung von Industriegebieten, Bau von Straßen usw., da die Metropole solche Abstimmungen nicht nur mit einem Kragen-Landkreis, sondern einer Großzahl von Kreisverwaltungen durchführen muss, die ihrerseits häufig jeweils ihre Partikularinteressen durchzusetzen wünschen. Weiterhin weicht, wie beschrieben, der Sektoralkreis bewusst vom Prinzip ab, dass ein Verwaltungszentrum möglichst im geographischen Mittelpunkt oder zumindest im Bereich des Bevölkerungsschwerpunktes einer Verwaltungseinheit liegen sollte. Durch die trichterförmige Gestalt und die periphere Lage des Kreissitzes im dünn besiedelten Außenbereich entstehen häufig längere Anreisewege zur Erledigung von Verwaltungsangelegenheiten als in Kragenkreisen. Da Sektoralkreise häufig auch nicht historischen Grenzen und Zusammenhängen entsprechen, kann die Identifikation der Bevölkerung mit dem Landkreis geringer ausfallen.

## Beispiele

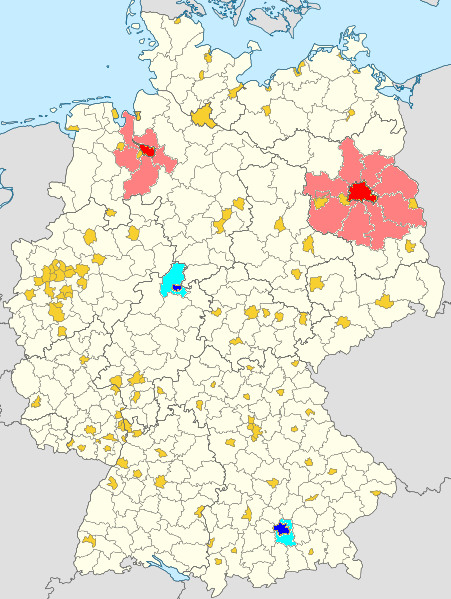
Sektoralkreise (rot) um Berlin und Bremen; als Pendants die Kragenkreise um München und Kassel (blau), die jeweils nahezu den gesamten Speckgürtel umfassen

Am konsequentesten wurde das Konzept der Sektoralkreise im Land Brandenburg umgesetzt, wo acht Landkreise direkt an die Stadt Berlin grenzen und sich vom Speckgürtel schlauchförmig ins strukturschwache Hinterland erstrecken. Dabei bilden sie annähernd einen geometrischen Sektor, wobei sieben von ihnen bis an die brandenburgische Außengrenze reichen.
Weitere Sektoralkreise gibt es:
- in Niedersachsen um das Oberzentrum Bremen (fünf Kreise),
- in Schleswig-Holstein um die Metropole Hamburg (vier Kreise),
- in Thüringen um die Landeshauptstadt Erfurt (vier Kreise),
- in Bayern ferner um die Stadt und den Landkreis München (zusammengenommen neun Kreise).
- in Bayern um die Stadt Ingolstadt (drei Kreise).
- in Sachsen jeweils 3 Landkreise um die Landeshauptstadt Dresden und um Chemnitz.

Mehr als drei Landkreise um eine Großstadt gibt es auch in Hessen um Frankfurt am Main und in Baden-Württemberg um Stuttgart, wobei diese nicht alle so starke Strukturunterschiede aufweisen.
In Niedersachsen wurde in Bezug auf Bremen zwar das Sektoralkreisprinzip angewendet, in Bezug auf die Landeshauptstadt Hannover wurde mit der Gründung der Region Hannover, die ein Ergebnis der Vereinigung des ehemaligen Kragenkreises Hannover mit der kreisfreien Stadt Hannover darstellt, jedoch in gewisser Weise eher eine lediglich modifizierte Form des Kragenkreises geschaffen.
In Österreich existieren zur Hauptstadt Wien die Sektoralbezirke Korneuburg, Gänserndorf, Bruck an der Leitha, Mödling, St. Pölten und Tulln.
In der Schweiz existieren rund um den Bezirk Zürich im gleichnamigen Kanton 6 Bezirke, die eine ähnliche Struktur aufweisen, wie die Sektoralkreise in Deutschland und die Sektoralbezirke in Österreich.

## Fazit
Das Sektoralkreisprinzip liegt vor allem im Interesse von Flächenländern. Bezeichnenderweise wurden Sektoralkreise in Flächenländern vor allem um Metropolen geschaffen, die nicht zum betreffenden Bundesland gehören, das Flächenland also kein bzw. kein unmittelbares Interesse an der wirtschaftlichen Prosperität der Metropole hat. Gehört die Metropole indes selbst zum Flächenland, ist der Vorteil für die Metropole auch ein Vorteil für das Land selbst. Tendenziell werden in solchen Fällen daher eher Kragenkreise, oder neuerlich die modifizierte Form der Regionen, d. h. Regionalkreise, gebildet.